# Xysticus alsus
Xysticus alsus är en spindelart som beskrevs av Song och Wang 1994. Xysticus alsus ingår i släktet Xysticus och familjen krabbspindlar. Inga underarter finns listade i Catalogue of Life.